# Sporwiny
Sporwiny (niem. Sporwienen) – wieś w Polsce położona w województwie warmińsko-mazurskim, w powiecie bartoszyckim, w gminie Bartoszyce. W latach 1975–1998 miejscowość administracyjnie należała do województwa olsztyńskiego.

## Historia
Dawny folwark, należący do majątku Łabędnik, znajdujący się w posiadaniu rodu von der Gröben. W 1935 roku w szkole zatrudnionych było trzech nauczycieli a uczyło się 87 uczniów. 
W 1978 roku było tu 13 indywidualnych gospodarstw rolnych, uprawiających łącznie 167 ha ziemi, a w 1983 we wsi było 10 domów (15 mieszkań) i 59 mieszkańców.